# ژان کو (قایقران)
ژان کو (انگلیسی: Jean Cau; ۲۷ مارس ۱۸۷۵ – تاریخ ورودی نامعتبر است) قایقران روئینگ اهل فرانسه بود.